# 五大臣象棋譜
《五大臣象棋譜》，共有十四卷，原本已亡佚，現存的均為抄本。
有關本棋譜的來源，據謝俠遜於《象棋譜大全》中所述：「武進某位姓金的人藏有十四卷五大臣象棋譜，曾由李壽臣託其親戚華勵丹代為發刊，可是不了了之。又說：『五大臣象棋譜十四卷的來源，是源自清代有五個大臣愛好棋藝，每人都自誇自己棋藝精湛。此事傳到宮中，被當時清帝乾隆得悉，於是就將五人詔入京殿測試棋藝。乾隆觀看五人對弈六個月，將他們的過程錄成十四卷棋譜。有當時的臣子誇讚稱，該棋譜的價值很高。』」